# 刘闽生
刘闽生（1931年2月—2021年1月26日），男，福建福州人，中华人民共和国放射学家，曾任宁夏回族自治区政协副主席，第八、九届全国政协委员。